# Stanisław Kłodziński (lekarz)
Stanisław Kłodziński (ur. 4 maja 1918 w Krakowie, zm. 1 listopada 1990 tamże) – polski lekarz-pulmonolog, działacz społeczny, dokumentalista, więzień niemieckich obozów koncentracyjnych w Auschwitz-Birkenau i Mauthausen-Gusen, świadek w procesach hitlerowskich oprawców wojennych, orędownik głoszenia prawdy o czasach nazizmu i polsko-niemieckiego pojednania, jeden z inicjatorów opracowania Zeszytów Oświęcimskich.  

## Życiorys
Urodził się w krakowskiej rodzinie herbu Łada. Przed wybuchem II wojny światowej był studentem medycyny Uniwersytetu Jagiellońskiego. Uczestniczył w wojnie obronnej 1939 roku w wojskowej służbie medycznej. W czasie okupacji niemieckiej pracował w legalnych strukturach Rady Głównej Opiekuńczej – w sekcji pomocy więźniom  "Patronat". Pomagał uwięzionym w więzieniu na Montelupich oraz ich rodzinom – starał się o żywność i lekarstwa. Został aresztowany w 1941 r. – po przechwyceniu przez Niemców adresowanego do niego grypsu więźnia – i uwięziony w KL Auschwitz-Birkenau. Jako więzień nr 20019 był medykiem w bloku 20. Uczestniczył w obozowym ruchu oporu, w czym pomagała znajomość języka niemieckiego. Zapewniał m.in. schronienie więźniów w bloku zakaźnym – jednym z tak chronionych był późniejszy premier PRL Józef Cyrankiewicz. Przygotowywał innym więźniom ucieczki, m.in. organizując pomoc medyczną i żywność. Pod koniec wojny (1945 r.) został przewieziony do Mauthausen-Gusen.
Po zakończeniu wojny ukończył w Krakowie studia medyczne i uzyskał doktorat. Nadal pomagał ofiarom niemieckich, hitlerowskich obozów, m.in. organizując wyjazdy lecznicze do sanatoriów w kraju i zagranicą. Był świadkiem w procesach norymberskich.
Zabiegał o wyjaśnienie i upowszechnienie prawdy o czasach wojny oraz o polsko-niemieckie pojednanie. Był jednym z inicjatorów opracowania antologii „Zeszyty Oświęcimskie”. Spotykał się w Oświęcimiu z młodzieżą niemiecką, organizującą Akcje „Znak Pojednania” i „Znak Pokuty”. Jeden z uczestników tych akcji, później autor niemieckich odpowiedników Zeszytów – Jochen August – w pracy  „Birkenau – wyzwanie po 60 latach. Zadanie przekazywania pamięci” napisał: 

W 1974 i 1975 roku towarzyszyłem jako wolontariusz Akcji Znak Pojednania grupom młodzieży z Niemiec Zachodnich, które pracowały na terenie byłego obozu Auschwitz. Zbierałem dalsze doświadczenia i zajmowałem się zadaniem przybliżenia młodym ludziom z mojego kraju – z Niemiec – wiedzy na temat Auschwitz i wzbudzenia w nich empatii dla deportowanych i więźniów obozu. Poprzez pracę w miejscu pamięci Auschwitz i kontaktom z byłymi więźniami mogłem poznać w Krakowie dr Stanisława Kłodzińskiego i rozpocząć współpracę z nim, a w końcu z redakcją Przeglądu Lekarskiego – Oświęcim, profesorem Józefem Boguszem, redaktorem Janem Masłowskim i profesorem Zdzisławem Rynem.

## Publikacje
Stanisław Kłodziński jest autorem licznych artykułów na temat chorób i leczenia w obozach koncentracyjnych, zbrodniczych doświadczeń farmakologicznych na więźniach i innych, np.:
- Apteka w obozie kobiecym w Brzezince, Stanisław Kłodziński, Kraków, 1976, 15 [1] [Nadb. z "Przeglądu Lekarskiego", T. 33]
- Krakowski "Patronat" więzienny, Stanisław Kłodziński, Kraków, 1972, 27 [1]  [Nadb. z "Przeglądu Lekarskiego", T. 39
- Esesmani z oświęcimskiej "służby zdrowia". Wykaz wstępny, Stanisław Kłodziński, Kraków, 1966, 8, [2] [Nadb. z "Przeglądu Lekarskiego", T. 22]
- Laboratorium Instytutu Higieny SS w Oświęcimiu. Bulion z mięsa ludzkiego, Stanisław Kłodziński,- Kraków, 1969, 10, [1] [Nadb. z "Przeglądu Lekarskiego", T. 25]
- Rola trucizn jako "ultimum refugium" w obozie w Oświęcimiu. Dr Jan Zygmunt Robel, Stanisław Kłodziński, Kraków, 1964, 6, [1] [Nadb. z "Przeglądu Lekarskiego", T. 20, seria 2]
- Rola kryminalistów niemieckich w początkach obozu oświęcimskiego, Stanisław Kłodziński, Kraków, 1974, [1] [Nadb. z "Przeglądu Lekarskiego", T. 31]
- Proces lekarza SS, Horsta Fischera, Stanisław Kłodziński, Kraków, 1968, 13, [1] [Nadb. z "Przeglądu Lekarskiego", T. 24, seria 2]
- Zbrodnicze doświadczenia farmakologiczne na więźniach obozu koncentracyjnego, Stanisław Kłodziński, Kraków, 1965, [1] [Nadb. z "Przeglądu Lekarskiego", T. 21, seria 2]
- Zbiór szkieletów żydowskich dla uniwersytetu III Rzeszy w Strasburgu (z działalności prof. dr Augusta Hirta), Stanisław Kłodziński, Kraków, 1964, 15, [1] [Nadb. z "Przeglądu Lekarskiego", T. 20, seria 2]
- Z zagadnień ludobójstwa: "sterylizacja" i kastracja promieniami Roentgena w obozie oświęcimskim. Dr Horst Schumann, Stanisław Kłodziński, Kraków, 1964, 19, [2] [Nadb. z "Przeglądu Lekarskiego", T. 20, seria 2]
- Z zagadnień "gospodarczej" eksploatacji zwłok ludzkich w Niemczech hitlerowskich, Stanisław Kłodziński, Kraków, 1964, 16, [1] [Nadb. z "Przeglądu Lekarskiego", T. 20, seria 2]
- Pierwsze zagazowanie więźniów i jeńców w obozie oświęcimskim, Stanisław Kłodziński, Kraków, 1972 [1] [3] [Nadb. z "Przeglądu Lekarskiego", T. 29]
- Pierwsza oświęcimska selekcja do gazu. Transport do "sanatorium Dresden", Stanisław Kłodziński, Kraków, 1970 [1] [Nadb. z "Przeglądu Lekarskiego", T. 26, seria 2]
- Paczki Międzynarodowego Czerwonego Krzyża dla więźniów Oświęcimia, Stanisław Kłodziński, Kraków, 1967, 12, [1] [Nadb. z "Przeglądu Lekarskiego", T. 23, seria 2]
- Maria Stromberger, Stanisław Kłodziński, Kraków, 1962 [1] [Nadb. z "Przegladu Lekarskiego", T. 18, seria 2]
- Zbrodnicze doświadczenia z zakresu gruźlicy w Neuengamme. Działalność Kurta Heissmeyera, Stanisław Kłodziński, Kraków, 1969, 15 [1] [Nadb. z "Przeglądu Lekarskiego", T. 25]
- Z historii więzienia Montelupich (1941-1942). Dr Józef Garbień, Stanisław Kłodziński, Kraków, 1971, 37, [1] [Nadb. z "Przeglądu Lekarskiego", T. 27, seria 2]
- Wkład polskiej służby zdrowia w ratowanie życia więźniom w obozie koncentracyjnym Oświęcim, Stanisław Kłodziński, Kraków, 1961 [1] [Nadb. z "Przeglądu Lekarskiego", T. 17, seria 2]
- Teresa Lasocka-Estreicher, Stanisław Kłodziński, Kraków, 1975, 7  [Nadb. z "Przeglądu Lekarskiego", T. 32]
- Świerzb i ropowice w obozie Oświęcim-Brzezinka, Stanisław Kłodziński, Kraków, 1970, 11, [1] [Nadb. z "Przeglądu Lekarskiego", T. 26, seria 2]
- Dur wysypkowy w obozie Oświęcim I, Stanisław Kłodziński, Kraków, 1965, 66, [2] [Nadb. z "Przeglądu Lekarskiego", T. 21, seria 2]

Był współautorem artykułów m.in.na temat:
- Bunt skazańców 28 X 1942 r. w oświęcimskim bloku nr 11,  Tadeusz Iwaszko, Stanisław Kłodziński, Kraków, 1977. - 10, [1] s. : il. ; 21 cm. - [Nadb. z "Przeglądu Lekarskiego", T.34]
- Sny więźniów obozu oświęcimskiego / Zenon Jagoda, Stanisław Kłodziński, Jan Masłowski, Kraków, 1977 [Nadb. z "Przeglądu Lekarskiego", T.34]
- Przetrwanie obozu w ocenie byłych więźniów Oświęcimia-Brzezinki, Zenon Jagoda, Stanisław Kłodziński, Jan Masłowski, Kraków, 1977, 96 [Nadb. z Przegladu Lekarskiego", T.34]
- Stereotypy zachowań u byłych więźniów obozu oświęcimskiego,Zenon Jagoda, Stanisław Kłodziński, Jan Masłowski, Kraków, 1976, 79, [1] [Nadb. z "Przeglądu Lekarskiego", T.33]
- Z problematyki samobójstw w hitlerowskich obozach koncentracyjnych, Zdzisław Ryn, Stanisław Kłodziński, Kraków, 1976, 66, [1] [Nadb. z "Przeglądu Lekarskiego", T. 33]
- Patologia sportu w obozie koncentracyjnym Oświęcim-Brzezinka, Zdzisław Ryn, Stanisław Kłodziński, Kraków, 1974, 39, [1] [Nadb. z "Przeglądu Lekarskiego", T. 31]

## Opinie
Jochen August – autor wielu opracowań na temat nazistowskich obozów koncentracyjnych, wydawanych w Niemczech (we współpracy z Muzeum Pamięci w Oświęcimiu) – w artykule o konieczności dokumentowania poobozowych problemów, takich jak syndrom KZ, podkreślił rolę obozowych lekarzy:

...którzy potrafili odpowiedzieć na potrzeby byłych więźniów, którzy sami przeszli przez obóz koncentracyjny, że wymienię np. dr Stanisława Kłodzińskiego, który jako osoba stał się już instytucją...

Anna Początek, autorka rozprawy doktorskiej i książki popularnonaukowej nt. Stanisława Kłodzińskiego napisała m.in.:

Był patriotą, wierzącym w Boga, hołdującym uniwersalnym wartościom humanistycznym, altruistą, człowiekiem niezwykle pedantycznym. 
...może być autorytetem dla współczesnych. Jego życiorys udowadnia, że można być wiernym swoim zasadom przez całe życie, niezależnie od warunków politycznych, społecznych. Tę prawdę starałam się przekazać czytelnikom.